# 21st Century Schizoid Band
21st Century Schizoid Band — британская рок-группа, созданная несколькими бывшими участниками знаменитой британской рок-группы King Crimson в 2002 году. Название группы происходит от композиции «21st Century Schizoid Man» с дебютного альбома King Crimson In the Court of the Crimson King, выпущенного в 1969 году.
В 2002—2004 годах группа «21st Century Schizoid Band» выступала с концертами, исполняя в основном ранние произведения King Crimson (с первых четырёх альбомов), а также некоторые композиции членов группы, и выпустила несколько концертных альбомов.

## Дискография
- Official Bootleg V.1 (2002)[1]
- Live in Japan (2003, CD and DVD) (re-released Films Media Group, [2013][2]
- Live in Italy (2003)[3]
- Pictures of a City – Live in New York (2006)[4]